# 新民镇 (阜新县)
新民镇，是中华人民共和国辽宁省阜新市阜新蒙古族自治县下辖的一个乡镇级行政单位。

## 行政区划
新民镇下辖以下地区：
新民村、头等营子村、上排山楼村、扎兰营子村、平安地村、卡拉房子村、白塔沟村、五家子村、西北村、玍木营子村和革命营子村。